# (1523) Pieksämäki
(1523) Pieksämäki ist ein Asteroid des Hauptgürtels, der am 18. Januar 1939 von dem finnischen Astronomen Yrjö Väisälä in Turku entdeckt wurde.
Der Asteroid wurde nach der finnischen Stadt Pieksämäki benannt.